# British Archaeological Association
La British Archaeological Association (BAA) est fondée en 1843 et vise à inspirer, soutenir et diffuser des recherches de haute qualité dans les domaines de l'archéologie, de l'art et de l'architecture occidentaux, principalement de la période médiévale, à travers des conférences, des conférences, des journées d'étude et des publications. 
Le BAA a été fondé en décembre 1843 par Charles Roach Smith, Thomas Wright et Thomas Joseph Pettigrew, pour encourager l'enregistrement, la préservation et la publication des découvertes archéologiques et pour faire pression pour obtenir l'aide du gouvernement pour la collecte des antiquités britanniques. Les trois hommes étaient membres de la Society of Antiquaries of London mais l'estimaient  trop aristocratique et trop focalisée sur Londres.  
Smith est devenu son premier secrétaire et a organisé les six premiers congrès annuels. Bien qu'il soit resté l'un des secrétaires jusqu'en 1851, il avait effectivement démissionné de son poste en 1849. 
De 1945 à 1951, Rose Graham, une religieuse historienne, a été sa première femme présidente. 
La publication annuelle de l'association est The Journal of the British Archaeological Association.   